# 星川清司
星川 清司（1921年10月27日—2008年7月25日），出生於東京的編劇、作家，本名星川 清。

## 生平
出生於東京市下谷區（今東京都台東區）。山形高級中等學校 （页面存档备份，存于）中輟。
在他小時候常常前往淺草的電影院，受到很大的影響，夢想從事電影的工作，30歲時立志成為一位編劇家。
星川因為當時並未涉足電影圈，想藉由知名製片人來推薦來發展他的才能。於是他向森岩雄請求，讓他見了東寶的社長藤本真澄，同一時間又介紹給松竹大船攝影所的小津安二郎，在那時星川和小津導演成為好友，1956年與大映東京攝影所和另一家電影公司日活共同簽約。
1962年正式和大映京都攝影所簽約，於是全家搬到京都。首部作品為子母澤寛的『新選組始末記』之原作同名劇本。電影剛開始拍攝時，星川的文筆吸引了當時的電影巨星市川雷藏的目光。當時擔任影片拍攝的導演是三隅研次，三人在這期間合作得相當愉快，至此星川清司和三隅研次、市川雷藏成為鐵三角。
之後星川在大映電影公司備受待遇，也製作了相當多的電影作品，像是『眠狂四郎系列』前7作等等。
大映倒閉之後，逐漸轉型於電視劇編劇和著作小說發展，1970年的『わが父北斎』（毎日放送）在義大利獲得格蘭披治演藝卓越大獎。小說處女作《小伝抄》獲得第102回（1989年下半期）直木獎，當時他68歲，創下了直木獎獲獎人最高年齡的紀錄。
2008年7月25日，因肺炎而去世、卒於東京練馬區的一家醫院，就此與世長辭。

## 著作書籍
- 《小伝抄》（文藝春秋、1990年／文春文庫、1993年）
- 《おかめひよっとこ》（文藝春秋、1990年）
- 《夢小袖》（文藝春秋、1991年）
- 《櫓の正夢 — 鶴屋南北闇狂言》（中央公論社、1993年／ちくま文庫、1999年）
- 《利休》（文藝春秋、1994年）
- 《今戸橋晩景》（文藝春秋、1995年）
- 《小村雪岱》（平凡社、1996年）
- 《江戸よいとこ》（平凡社、1997年）
- 《大映京都撮影所カツドウヤ繁昌記》（日本経済新聞社、1997年）
- 《入相の鐘》（文藝春秋、1998年）

## 主要電影編劇作品
- 九時間の恐怖（1957年）
- 五人の突撃隊（1961年）
- 太平洋のかつぎ屋（1961年）
- 零戰黑雲一家（1962年）
- 新選組始末記（1963年）
- 第三位影武者（1963年）
- 無宿者（1964年）
- 劍鬼（1965年）
- 大殺陣 雄呂血（1966年）
- 鮮血の賭場（1968年）
- 遊侠三国志　鉄火の花道（1968年）
- 陸軍中野學校（1966年）
- 侠花列伝　襲名賭博（1969年）
- 博徒無情（1969年）
- 土忍記　風の天狗（1970年）
- 球形の荒野（1975年）
- ザ・ウーマン（1980年）

- 眠狂四郎系列
  - 眠狂四郎殺法帖（1963年）
  - 眠狂四郎勝負（1964年）
  - 眠狂四郎圓月斬（1964年）
  - 眠狂四郎女妖劍（1964年）
  - 眠狂四郎炎情劍（1965年）
  - 眠狂四郎魔性劍（1965年）
  - 眠狂四郎多情劍（1966年）
  - 眠狂四郎人肌蜘蛛（1968年）

- 座頭市系列
  -  座頭市兇狀旅（1963年）
  -  座頭市血笑旅（1964年）

## 外部連結
- 星川 清司 （页面存档备份，存于）（日語）
- 直木獎最高年齡獲獎人 星川清司去世 （页面存档备份，存于）（日語）